# 極東

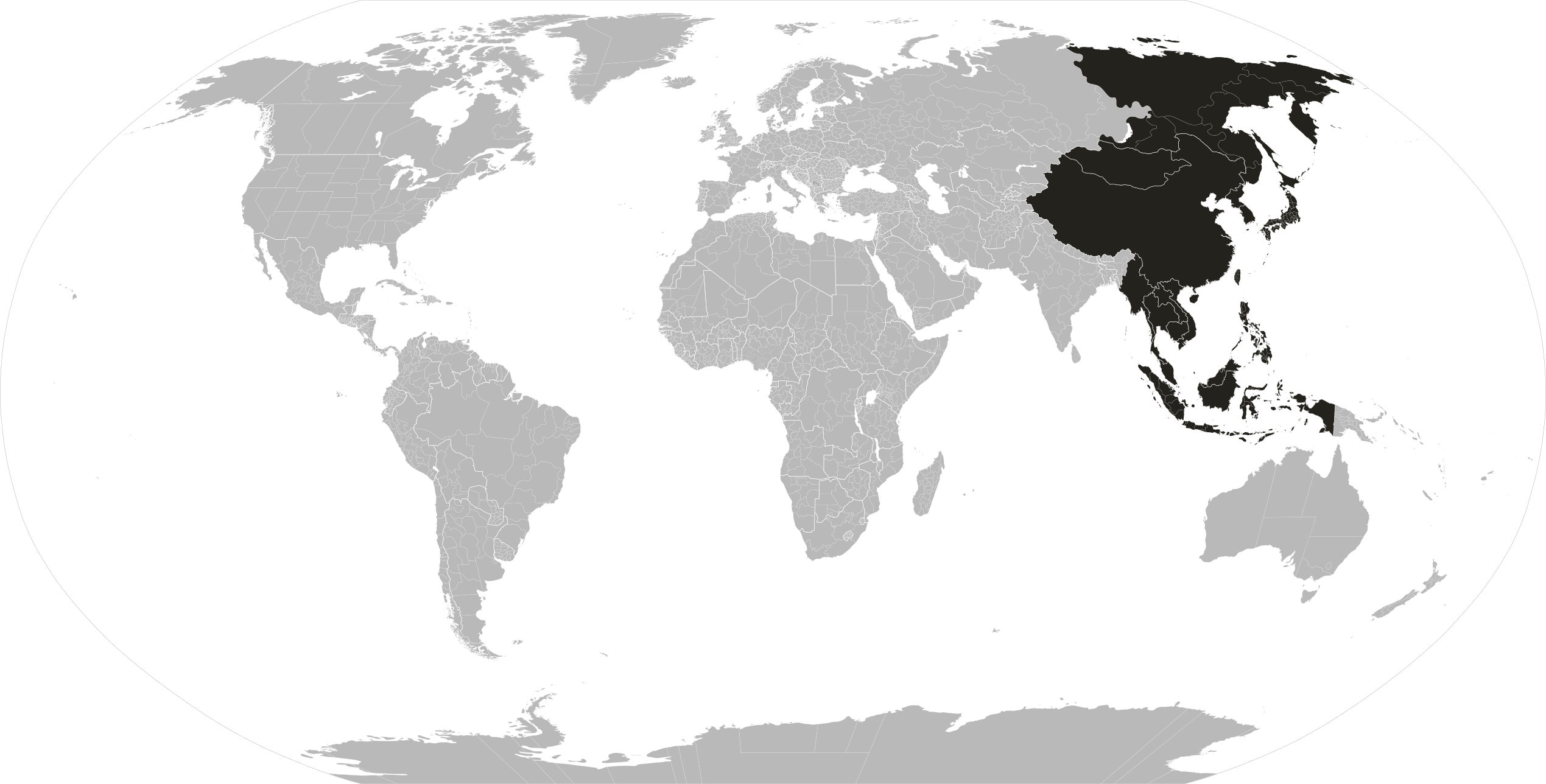
広義の極東

極東（きょくとう、英語: Far East）とは、ヨーロッパから見て、最も東方にある地域を指す。狭義では東アジアの国々及びシベリア東部、広義では東南アジアを含める。

## 地政学・政治学上の極東
元々アジア圏内は歴史上インドを中心に栄えており、それを軸に地政学あるいは国際政治学上の地理区分が行われた。ヨーロッパから見てそのインドより遠方の地域は極東と名付けられた。
一方で、インドより近辺の地域は「中近東（Near and Middle East）」の呼称が一般的であった。しかし、20世紀になり中東の概念が用いられるようになったことで、極東（Far East）、中東（Middle East）、近東（Near East）に三分した呼称で地域が区分されるようになった。極東は列強諸国の進出が争われている地域、中東はイギリスからインドに至る要路に存在する地域、近東は東方問題が焦点になっている地域として捉えられた。なお、当初の中東と近東の概念は第二次世界大戦後に定着したものとは範囲が大きく異なる。
1941年12月15日、内閣情報局は「極東」の字句は「イギリスは世界の中心なりとの観念の上に組み立てられたものである」として、次官会議を通じて公文書、新聞、雑誌、宣言、決議などから「極東」を排除したいとの提言を行い認められた。このため第二次世界大戦中の日本では使用頻度が減少した。
極東・中東・近東の区分については、第二次世界大戦後、中近東の区別が次第に使われなくなり「中東」にまとめられる傾向がある（近東を参照）。

## 日米安全保障条約が定義する極東
日米安全保障条約第6条では極東における国際の平和及び安全の維持に寄与を目的に米軍が在日米軍施設を利用できる極東条項が規定されている。極東の範囲について日本政府は「大体においてフィリピン以北、日本及びその周辺地域」と解釈している。なお、日本の解釈に基づくこの場合の周辺地域には、日本、韓国、台湾、フィリピン、パラオなどが含まれるとされる。台湾の領有権を主張する中国は日米安保条約の台湾適用を反発している。
1960年（昭和30年）2月10日、衆議院予算委員会にて岸首相は極東の範囲に金門島、馬祖島は入るとする答弁を行った。これに自民党の反主流派であった三木武夫、松村謙三らが猛反発した経緯がある。

## ロシア極東部
ロシアではウラル山脈を軸にヨーロッパと北アジアに分かれており、この北アジアのうちベーリング海周辺の地域のことを極東ロシア (Дальний Восток России) という。

極東連邦管区
1.アムール州
2.ブリヤート共和国
3.ユダヤ自治州
4.ザバイカリエ地方
5.カムチャツカ地方
6.マガダン州
7.沿海地方
8.サハ共和国
9.サハリン州
10.ハバロフスク地方
11.チュクチ自治管区

現代の行政区画としては、連邦管区の一つである極東連邦管区が置かれている。本部はハバロフスクに置かれる。人口は716万9400人でロシア全体の4.9%、面積は36%である。このうち、サハ共和国は極東に含めないこともある。
軍事面では、極東軍管区（現在は東部軍管区の一部）が置かれている。1920年～1922年には極東共和国が存在していた。範囲は極東連邦管区とはややずれている。
ロシアにおいて他国で言う極東を表したいときは、極東 (Дальний Восток) とも呼ぶが、誤解を避けるためにはアジア太平洋地域 (Азиатско-Тихоокеанский регион = АТР) や東アジア (Восточная Азия) などと言い換える。